# Xian de Zhongfang
Le xian de Zhongfang (中方县 ; pinyin : Zhōngfāng Xiàn) est un district administratif de la province du Hunan en Chine. Il est placé sous la juridiction de la ville-préfecture de Huaihua.

## Démographie
La population du district était de 255 900 habitants en 1999.